# Твоя тень
Твоя тень — третий студийный альбом, но первый мини-альбом российской хеви-метал группы Театр Теней, который вышел на лейбле CD-Maximum в марте 2007 года.

## Об альбоме
Коллектив показывает новую сторону своего творчества. Теперь, это уже не просто жесткий хеви-метал с мелодичным чистым вокалом и текстами на русском языке. Группа заметно прогрессировала. Сверхтяжелый мощный материал на стыке жанров, с вкраплениями американского пауэр-метал и треш-метал и вокалом разрушающим все классические стереотипы.

## Список композиций
| №                   | Название            | Текст песни         | Длительность |
| ------------------- | ------------------- | ------------------- | ------------ |
| 1.                  | «С тобой, без тебя» | Д. Машаров          | 3:41         |
| 2.                  | «Смех её»           | Д. Машаров          | 4:54         |
| 3.                  | «Буду я»            | Д. Машаров          | 5:46         |
| 4.                  | «Я твоя тень»       | Д. Машаров          | 4:30         |
| Общая длительность: | Общая длительность: | Общая длительность: | 18:51        |

## Участники записи
- Денис Машаров — вокал
- Евгений Исаев — гитара
- Игорь Устинов — гитара
- Павел Правдин — бас-гитара
- Дмитрий Морозов — барабаны